# 少林寺传奇·藏经阁
《少林寺传奇·藏经阁》，2014年上映于中国大陆的古装剧，导演马玉辉，主演馨子，张倬闻，陈浩民，柴碧云等。2013年9月开机，2014年1月殺青，同年10月27日湖北综合频道首播，11月18日山东卫视/云南卫视上星。台灣OTT由LiTV 線上影視全劇上架。

## 剧情
該劇講述了少年英雄徐子豪臥薪嘗膽，從全家慘遭奸賊殺害的悲慘命運中成長起來，最終一洗家仇國恨的故事

## 演員表
| 演员   | 角色                 | 介紹 | 備註                                                 |
| 张倬闻 | 徐子豪(徐阿牛、淳延) | 明朝末年的巡遠將軍，出身富貴，家族地位顯赫，本是一無憂無慮“公子哥”，不料父親遭奸人陷害，全家突逢大難，雙親拼死保全子豪，無處可去的子豪幸被一大和尚所救，來到少林做了一名掃地僧，天生有博聞強記的功力，能夠解讀手語，因此可以跟杏子溝通，但夾在杏子、格爾樂和朱若琴三位女孩中間，感到十分的有壓力。後來為了救公主和杏子而自廢武功，從抗擊倭寇的大將軍轉行成為軍中的軍師。 後來靠著洗髓經恢復武功，再度轉回本行成為大將軍提振士氣，在最後誅殺王其一洗國仇家恨，並且承認自己也愛上若琴，若琴死後回到少林寺做一名普通的僧人將少林迷蹤拳發揚光大。 | 擅長用佛朗克大炮                                     |
| 馨子   | 朱若琴               | 朱若琴是一位充滿活力的大明公主，徐子豪之妻，性情直爽，沒有心機，愛憎分明，對徐子豪的愛讓她總是針對徐子豪，但由於愛吃醋，總是對子豪又哭又鬧，讓子豪倍感壓力，正是因為她如此的執著讓子豪對她沒辦法，最後為了保護皇上與子豪，身中王其一掌苦撐到子豪打敗王其後才去世。 |                                                      |
| 柴碧云 | 小泽杏子(啞姑)       | 倭寇首領小澤正雄的妹妹，喜歡徐子豪，徐子豪之未婚妻，為人較溫和，不像小澤那樣嗜殺，但很支持哥哥，在少室山下扮作啞巴女孩以賣菜維生，因而能夠常常見到子豪，也只有子豪能了解她的手語，心裡對子豪有種不一樣的感覺，由於只聽不說，因此是子豪最好的傾訴對象，後來受到王其挑撥誤以為子豪殺害小澤政雄，而和子豪決一死戰，最終帶著小澤政雄的遺體回到日本。 |                                                      |
| 王鹤鸣 | 吴心同               | 紈絝公子“吳心同”與徐子豪一起長大，看似沒心沒肺、膽小懦弱，卻對“豪哥”十分講義氣，拜師於范嬤嬤名下學習范家拳，雖然武藝比起子豪不算出眾，但精通輕功，喜歡格爾樂，大戰過後成為格爾樂的駙馬更封為大將軍。 | 擅長用神机大炮                                       |
| 张颖   | 格尔乐               | 瓦拉部公主格爾樂，雄心勃勃，文武雙全，本想幫助父王圖謀中原，但遇到徐子豪後心中暗生情愫，後來轉而喜歡吳心同，只要心同多看別的女孩一眼就會吃醋，在本劇是十足的野蠻女友，在與王其大戰後嫁給吳心同。 | 擅長用繩,及心狠手辣,手段殘忍                         |
| 陈浩民 | 皇上                 | 其原型有可能是明熹宗朱由校，知道太后的病情嚴重需要靠王其的藥物才能治療，面對王其的作威作福並且以太后的病為要脅，只能選擇委曲求全，形同虛設的傀儡皇帝。後來更被王其囚禁，只待時機到時與武林高手和王其展開正面對決，後來靠著武林高手的協助成功擺脫王其控制並將其誅殺。 |                                                      |
| 许明虎 | 小野次郎             | 日本淺草寺和尚，倭寇三首領，忍者三十六兵團的頭領，忠心於小澤正雄，愛慕小澤杏子，是日本的藍髮和尚，東洋禪師，利用寂陽去淺草寺當主持，戰爭中，死於淳延之手。 |                                                      |
| 王红舟 | 小泽正雄             | 倭寇大首領，杏子的哥哥，野心勃勃且一心為了小澤家族而要征服中原，多次陷害王其、方掌班，後被徐子豪所捕，押送京城的過程中知道王其要殺他，便決定與子豪等人合作。不過卻中計被王其殺害。 |                                                      |
| 马玉辉 | 王其                 | 九千歲，秉筆太監，原型有可能參考魏忠賢，野口之盟友，也是日本小木家的倭寇首領，對權力極為嚮往，因此常以太后的病要脅皇帝逼他簽下他不願做的聖旨，甚至大膽到自己擬聖旨給皇帝蓋印，與倭寇勾結意圖造反，其本是未去勢的假太監，後來被子豪誤打誤撞地搞成真太監，也間接造成他的功力大增，殺害徐子豪的父母、吳心同的父母、朱若琴和許多忠於皇帝的忠臣，在紫陽神功練到第十重後成為一個不男不女的人妖，即白獅精，被吳心同用神機大砲給打死。 |                                                      |
| 巩汉林 | 田和仁               | 江湖黑道第一殺手，是一個深藏不露的大俠，亦正亦邪，但正義善良，看起來是其貌不揚的尋藥老頭，每天身上背著一個酒葫蘆，而這其實是他隱藏自己的一種方式，曾收徐子豪為徒。 | 擅用火藥、造紙術                                     |
| 张宝雯 | 范嬷嬷               | 公主的奶娘，大內高手，與公主感情甚好，會一些武功足以保護公主安全。 |                                                      |
| 李昆鹰 | 范廷秋               | 范嬤嬤的姪子，新科狀元，為王其辦事，最後被范嬤嬤清理門戶，廢去了武功。 |                                                      |
| 罗家英 | 青面童子             | 田和仁之師兄，王其的手下及高手，武功高強，但陰險狠毒，喜歡師妹，嫉妒田和仁，與田和仁是情敵，最終被自己的師侄子豪給殺死。 | 擅長用蠱蟲控制人，也精通各類藥材的使用，更擅長用毒。 |
| 王劲松 | 寂空                 | 少林寺和尚，掌管藏經閣，徐子豪的師叔，是徐子豪的好友，寂雲的師兄。後來為了保護少林寺遭到倭寇襲擊造成頭部受傷，變成老人痴呆，需要紙筆協助記憶，老人痴呆後的他更成為軍隊中的老頑童，方丈死前臨時受命成為繼任方丈。 |                                                      |
| 張懋炯 | 方丈                 | 少林寺住持，其真實身分為范嬤嬤的哥哥，後來為了守住秘密自盡坐化而去。 |                                                      |
| 徐玉蘭 | 太后                 | 被王其以藥物控制，使得皇上被迫要向王其低頭。 |                                                      |
| 陳良平 | 曲祥和               | 台州知府，貪官，因為受到王其的威脅而不得不與其勾結，最後選擇殺害全家後自盡。 |                                                      |
| 婁亞江 | 周大力               | 曲祥和的貼身護衛，實則是王其的臥底，曾經是野口的手下小弟及侍衛統領，後來更與倭寇勾結，心狠手辣，野心極大，是殺害余旗官的兇手，最終被范嬤嬤掐死。 |                                                      |
| 張聰   | 肥龍                 | 徐子豪的新朋友，本來是一名無賴，後來投身少林寺成為俗家弟子，子豪的師弟。 |                                                      |
| 韓龍   | 瘦虎                 | 徐子豪的新朋友，本來是一名無賴，後來投身少林寺成為俗家弟子，子豪的師弟。 |                                                      |
| 李海兵 | 達達大師(道沉)       | 王其指派混進少林寺，是王其的鷹犬及打手，武功高強，為惡多端，個性亦正亦邪，藉此得到經書，徐子豪之室友及師兄，不過偷經書一事還是被寂空和徐子豪發現，被關進戒律院，為此常常針對徐子豪，改過自新後救出徐子豪。 |                                                      |
| 李海兵 | 達陀                 | 達達大師的雙生弟弟，是假冒達達大師的人，方掌班在東廠的打手，王其指示到少林寺的臥底，後被自己的雙生哥哥殺死。 |                                                      |
| 劉濤   | 徐超                 | 徐子豪父親，教子嚴格，每當子豪犯錯就會請家法，實則是幫他打通任督二脈。 |                                                      |
| 徐薏雯 | 徐母                 | 徐子豪母親，負責教子豪學文習禮，信奉佛教，因而收藏一些佛經。 |                                                      |
| 吳迪   | 余旗官               | 忠心於大明的將軍，徐子豪的好友，在抗擊倭寇的時候擔任子豪的副將，不過卻遭到誣陷而為國捐軀。 |                                                      |
| 方舟波 | 杜獻功               | 文武雙全的將軍，明朝的忠臣良將，清官，徐子豪的好友，雖然本身不會武功卻依然親自披掛上陣，是子豪的上級，卻視他如同軍中同僚。 |                                                      |
| 党濤   | 方掌班               | 王其的愛將，徐子豪的天敵兼死敵，是王其的得力助手，已封為鬼面將軍，武藝超群，心狠毒辣，因為想證明自己的能力卻總被王其說技不如人，知道自己遭到王其利用後適時反咬他一口，最後在瓦拉部與大汗談的不順利而死在阿拉汗的刀下。 |                                                      |
| 球球   | 寂雲                 | 寂空的師弟，徐子豪的師叔，雖然只是個孩子卻武藝不凡，常常暗中幫助徐子豪，喜歡吃冰糖葫蘆。 |                                                      |
| 余辛   | 小澤織二             | 小澤正雄之子，徐子豪的好友，腦袋有些二，單純且天真，心地善良，喜歡捉蛐蛐，與徐子豪感情真好，還叫徐子豪老祖宗，算是小澤家族中的好人之一，對於父親的征戰中原始終無法理解，後來為了救父親而命喪王其之手。 |                                                      |
| 趙希瑞 | 翔子                 | 小澤杏子侍女，被吳心同擊敗並犧牲。 |                                                      |
| 張桃桃 | 蕊子                 | 小澤杏子侍女，被格爾樂擊敗並犧牲。 |                                                      |
|        | 阿拉汗               | 瓦拉部大汗，格爾樂父親，吳心同的岳父。 |                                                      |
| 耿黎明 | 師妹                 | 王屋山女弟子，田和人的愛侶兼師妹，徐子豪師叔 |                                                      |

## 音乐原声
| 歌名           | 作词   | 作曲           | 演唱                   | 类型   |
| 《少林·少林》  | 王立平 | 张卫帆、唐迪歆 | 廖弘毅、陈品伶、高丞贤 | 片头曲 |
| 《红舞沙》     | 罗晴   | 张卫帆         | 陈品伶                 | 插曲   |
| 《忘了，算了》 | 徐劲松 | 徐嘉良         | 范怡文                 | 片尾曲 |

## 工作人员
- 总出品人：
- 出品人：
- 总策划：
- 总监制：
- 策划：
- 监制：
- 总制片人：
- 制片人：
- 制作主任：
- 编剧：
- 美术指导：
- 导演：
- 电视剧发行许可证编号：（鲁）剧审字（2014）第008号
- 出品：山东广播电视台
- 版权归属单位：
- 电视剧拍摄许可证号： 甲 第296号